# Хайнрих фон Берг
Хайнрих фон Берг (на немски: Heinrich von Berg; † 14 април 1197, Вюрцбург) от швабския графски род фон Берг в Берг-Шелклинген, е епископ на Пасау (1169 – 1171) и като Хайнрих III епископ на Вюрцбург (1191 – 1197).

## Биография
Той е син на граф Диполд II фон Берг-Шелклинген († 1160/1165/1166) и съпругата му Гизела фон Андекс († сл. 1150), дъщеря на граф Бертхолд II фон Андекс († 1151) и първата му съпруга София фон Истрия († 1132), дъщеря на маркграф Попо II от Истрия. Брат е на граф Улрих I († 1209), Диполд, епископ на Пасау (1172 – 1190), Ото II, епископ на Фрайзинг (1184 – 1220), и на Манеголд, епископ на Пасау (1206 – 1215). Роднина е на Ото VI фон Андекс († 1196), епископ на Бамберг, и на граф Бертхолд I фон Хенеберг († 1312), епископ на Вюрцбург.
Хайнрих първо е домхер в катедралата на Шпайер. През 1169 г. е предпочетен от Фридрих I Барбароса в изборите за епископ на Пасау. През 1171 г. той трябва да напусне службата и е наследен от по-малкия му брат Диполд. Хайнрих отива отново в Шпайер и през 1176 г. се издига на домпропст. От 1180 г. е домпропст също в Бамберг. От 1191 г. Хайнрих е епископ на Вюрцбург.
В имперската политика се проявява през 1193 г., когато императорът е гост във Вюрцбург и с херцог Леополд от Австрия на 14 февруари сключва договор за освобождението на английския крал Ричард Лъвското сърце, който е пленен при връщането му от Третия кръстоносен поход.

## Галерия
- Герб на епископството Пасау
- Герб на графовете на Берг